# Les Liens du sang (manga)
Pour les articles homonymes, voir Les Liens du sang.
Les Liens du sang (血の轍, Chi no wadachi) est un seinen manga de Shūzō Oshimi, prépublié dans le magazine Big Comic Superior de février 2017 à septembre 2023 et publié par l'éditeur Shōgakukan en un total de 17 volumes reliés. La version française est éditée par Ki-oon depuis 2019.

## Synopsis
La famille de Seiichi est une famille de ce qui a de plus banale, avec un père salarié et une mère au foyer qui s'occupe de lui. Il joue et va à l'école avec ses amis et il tombe amoureux de la fille la plus jolie de la classe. Tout va pour le mieux jusqu'à ce qu'il découvre tardivement que sa mère le couve beaucoup trop au point d'être traité comme un bébé. Avec le père qui est fréquemment absent à cause du travail, elle décide de bâtir son monde autour de Seiichi qui tombe facilement dans son emprise car incapable d'y résister. Il se laisse emprisonner dans le cercle de sa mère et n'arrive pas à discerner ce qui se cache derrière cet amour maternel qui développe peu à peu une relation mère-fils toxique, basculant petit à petit dans la folie.

## Manga
Les Liens du sang est scénarisé et dessiné par Shūzō Oshimi. Selon l'auteur, le titre original de la série, Chi no wadachi (血の轍, littéralement « du sang sur les pistes »), est inspiré de l'album de Bob Dylan, Blood on the Tracks, sans que celui-ci n'ait d'influence majeure sur la série.
La série débute sa prépublication dans le magazine Big Comic Superior le 24 février 2017, et se termine le 8 septembre 2023. Shōgakukan publie la série en un total de 17 volumes reliés sortis entre le 8 septembre 2017 et le 28 septembre 2023.
La version française est publiée par Ki-oon avec un premier volume sorti le 4 avril 2019. En juillet 2019, Vertical annonce avoir obtenu les droits de la version anglaise pour une publication en Amérique du Nord sous le titre Blood on the Tracks avec un premier volume sorti le 25 février 2020. En juillet 2020, Kōdansha USA annonce une publication de la série sous format numérique.

### Liste des volumes
| no | Japonais          | Japonais          | Français          | Français          |
| no | Date de sortie    | ISBN              | Date de sortie    | ISBN              |
| --- | ----------------- | ----------------- | ----------------- | ----------------- |
| 1 | 8 septembre 2017  | 978-4-09-189623-0 | 4 avril 2019      | 979-10-327-0434-9 |
| Liste des chapitres : - 1. Les liens du sang (血の轍, Chi no Wadachi) - 2. Les visiteurs (来訪者, Raihōsha) - 3. À la porte de l'été (夏の入り口, Natsu no Irikuchi) - 4. L'excursion (行楽日和, Kōrakubiyori) - 5. Un bel endroit (きれいな場所, Kirei na Basho) - 6. Sourire (微笑, Bishō) - 7. Délire (顕現, Kengen) |                   |                   |                   |                   |
| 2 | 27 décembre 2017  | 978-4-09-189706-0 | 20 juin 2019      | 979-10-327-0435-6 |
| Liste des chapitres : - 8. Le dos d'une mère (母の背中, Haha no Senaka) - 9. Regards (眼差し, Manazashi) - 10. Pression intracrânienne (脳圧, Nōatsu) - 11. La croix (十字架, Jūjika) - 12. On sonne (来訪者２, Raihōsha Tsū) - 13. Rendez-vous clandestin (日陰の密会, Hikage no Mikkai) - 14. Enchantée (はじめましてえ, Hajimemashitē) - 15. Sauvetage (救済, Kyūsai)                                                   |                   |                   |                   |                   |
| 3 | 27 mars 2018      | 978-4-09-189863-0 | 14 août 2019      | 979-10-327-0436-3 |
| Liste des chapitres : - 16. Transfert (乗り換え, Norikae) - 17. Sortie en amoureux (逢い引き, Aibiki) - 18. Une longue journée (長い一日, Nagai Ichinichi) - 19. La réponse (返事, Henji) - 20. Épiderme (皮膜, Himaku) - 21. Face à face (対面, Taimen) - 22. Le début de la nuit (夜の始まり, Yoru no Hajimari) - 23. Doigts (指, Yubi) - 24. Visage (顔, Kao)                                                           |                   |                   |                   |                   |
| 4 | 28 septembre 2018 | 978-4-09-860081-6 | 17 octobre 2019   | 979-10-327-0497-4 |
| Liste des chapitres : - 25. Point critique (臨界, Rinkai) - 26. Le banc (ベンチ, Benchi) - 27. La porte (とびら, Tobira) - 28. Un pas (一歩, Ippo) - 29. L'adolescence après les cours (放課後の青春, Hōkago no Seishun) - 30. Monologue (独白, Dokuhaku) - 31. Parfum (芳香, Hōkō) - 32. Une voix dans les herbes (草叢の声, Kusamura no Koe) - 33. Inutile (いらない, Iranai)                                            |                   |                   |                   |                   |
| 5 | 28 février 2019   | 978-4-09-860229-2 | 5 décembre 2019   | 979-10-327-0516-2 |
| Liste des chapitres : - 34. Au rebut (捨てる, Suteru) - 35. Sa chambre (彼女の部屋, Kanojo no Heya) - 36. Contrat (契約, Keiyaku) - 37. Réveil (目覚め, Mezame) - 38. Pluie (雨, Ame) - 39. Des larmes dans la voix (濡れる声, Nureru Koe) - 40. Crime (罪悪, Zaiaku) - 41. Les yeux de l'intérieur (内なる目, Uchinaru Me)                                                                                                |                   |                   |                   |                   |
| 6 | 30 août 2019      | 978-4-09-860386-2 | 19 mars 2020      | 979-10-327-0600-8 |
| Liste des chapitres : - 42. Les deux rives (両岸, Ryōgan) - 43. Retour au nid (帰巣, Kisō) - 44. Parlons (お話をしよう, Ohanashi o Shiyō) - 45. La vérité (本当のこと, Hontō no Koto) - 46. La découverte (発覚, Hakkaku) - 47. C'est sorti quand ? (いつ出た？, Itsu Deta?) - 48. Le pacte du sang (血の誓約, Chi no Seiyaku) - 49. La nouvelle (報せ, Shirase) - 50. Retrouvailles (再会, Saikai)                        |                   |                   |                   |                   |
| 7 | 26 décembre 2019  | 978-4-09-860535-4 | 13 août 2020      | 979-10-327-0651-0 |
| Liste des chapitres : - 51. Famille proche (親族, Shinzoku) - 52. Nouilles (うどん, Udon) - 53. Promesses I (やくそくI, Yakusoku I) - 54. Promesses II (やくそくII, Yakusoku II) - 55. Le cœur de maman (ママの鼓動, Mama no Kodō) - 56. Ensuite (その後, Sonogo) - 57. La visite (訪問, Hōmon) - 58. Seiko (静子さん, Seiko-san) - 59. Le nœud (核心, Kakushin)                                                           |                   |                   |                   |                   |
| 8 | 27 avril 2020     | 978-4-09-860601-6 | 3 décembre 2020   | 979-10-327-0683-1 |
| Liste des chapitres : - 60. Mon Seiichi (私の静一, Watashi no Seiichi) - 61. Mi-cuit (半熟, Hanjuku) - 62. Manifestation (発現, Hatsugen) - 63. Éclaircissements (釈明, Shakumei) - 64. Hauteurs (高台, Takadai) - 65. Yuiko (由衣子, Yuiko) - 66. En voiture (ドライブ, Doraibu) - 67. Assassins (ひとごろし, Hitogoroshi) - 68. Rupture (決壊, Kekkai)                                                                   |                   |                   |                   |                   |
| 9 | 28 août 2020      | 978-4-09-860701-3 | 17 juin 2021      | 979-10-327-0806-4 |
| Liste des chapitres : - 69. Pugilat (修羅場, Shuraba) - 70. Séparations (別れ, Wakare) - 71. Ciel (空, Sora) - 72. Désir (欲求, Yokkyū) - 73. Audition I (聴取１, Chōshu Wan) - 74. Audition II (聴取２, Chōshu Tsū) - 75. Je suis à moi (僕は僕のもの, Boku wa Boku no Mono) - 76. Sur les lieux (再訪, Saihō) - 77. Sei chéri (せいちゃん, Sei-chan) - 78. Les liens du sang II (血の轍, Chi no Wadachi)                 |                   |                   |                   |                   |
| 10 | 29 janvier 2021   | 978-4-09-860791-4 | 2 décembre 2021   | 979-10-327-1035-7 |
| Liste des chapitres : - 79. Conscience (自覚, Jikaku) - 80. Ensemble (一緒, Issho) - 81. HA HA HA ! (あはは, Ahaha) - 82. Revivre (生き返る, Ikikaeru) - 83. Porte de sortie (出口, Deguchi) - 84. L'appel (呼び声, Yobikoe) - 85. Montagne (山, Yama) - 86. Qui suis-je ? (僕は誰？, Boku wa Dare?) - 87. Elle arrive (来る, Kuru) - 88. Quoi ? (なんなん？, Nannan?)                                                     |                   |                   |                   |                   |
| 11 | 30 juin 2021      | 978-4-09-861053-2 | 21 avril 2022     | 979-10-327-1035-7 |
| Liste des chapitres : - 89. Tout, tout, tout (ぜぇんぶ, Zēnbu) - 90. Le point de vue de maman (ママから見る, Mama kara Miru) - 91. Tout moi (ぜんぶ僕, Zenbu Boku) - 92. Merci (ありがとう, Arigatō) - 93. Cauchemar (悪夢, Akumu) - 94. Ce visage (あの顔, Ano Kao) - 95. Cet endroit sous la neige (雪の現場, Yuki no Genba) - 96. Confirmation (確認, Kakunin) - 97. Regard (視線, Shisen) - 98. Question (疑問, Gimon) |                   |                   |                   |                   |
| 12 | 30 novembre 2021  | 978-4-09-861148-5 | 1er décembre 2022 | 979-1-03-271212-2 |
| Liste des chapitres : - 99. Visiteurs (面会, Menkai) - 100. Maman (ママ, Mama) - 101. A quoi ça a servi ? (さっかく, Sakkaku) - 102. Bonne nouvelle (いい知らせ, Ii Shirase) - 103. Attendre en vain (待ちぼうけ, Machibōke) - 104. Procès (審判, Shinpan) - 105. Futile (ムダ, Muda) - 106. Annonce (宣言, Sengen) - 107. Haine (怨讐, Onshū) - 108. Décision (処分, Shobun)                                              |                   |                   |                   |                   |
| 13 | 28 avril 2022     | 978-4-09-861302-1 | 15 juin 2023      | 979-1-03-271324-2 |
| Liste des chapitres : - 109. Non-retour (不帰, Fuki) - 110. Travail (労働, Rōdō) - 111. Visite paternelle (父の来る日, Chichi no Kuru Hi) - 112. Ombre (面影, Omokage) - 113. Réminiscenses (追憶, Tsuioku) - 114. Main (手, Te) - 115. Dépouille (遺体, Itai) - 116. Refuge (居場所, Ibasho) - 117. Pélerinage (帰郷, Kikyō)                                                                                              |                   |                   |                   |                   |
| 14 | 30 septembre 2022 | 978-4-09-861418-9 | 7 décembre 2023   | 979-10-327-1390-7 |
| Liste des chapitres : - 118. Deux gouttes d'eau (そっくり, Sokkuri) - 119. Enfin (やっと, Yatto) - 120. Téléphone (電話, Denwa) - 121. Rescousse (保護, Hogo) - 122. Liens (轍, Wadachi) - 123. Seiko Tamiya (田宮静子, Tamiya Seiko) - 124. Maison (家, Ie) - 125. Thé (お茶, Ocha) - 126. Poing (拳, Kobushi) - 127. Couvercle (蓋, Futa)                                                                                |                   |                   |                   |                   |
| 15 | 30 janvier 2023   | 978-4-098-61570-4 | 18 avril 2024     | 979-10-327-1682-3 |
| Liste des chapitres : - 128. Typhon (台風, Taifū) - 129. Chat (猫, Neko) - 130. Une nuit à deux (ふたりの夜, Futari no Yoru) - 131. Cette maison (あのおうち, Ano O-uchi) - 132. L'autre côté (向こう側, Mukōgawa) - 133. A nu (脱ぐ, Nugu) - 134. Voeux de bonheur (祝福, Shukufuku) - 135. Loin (遠い, Tōi) - 136. Cet endroit (あの場所, Ano Basho)                                                                     |                   |                   |                   |                   |
| 16 | 30 mai 2023       | 978-4-09-861713-5 | 19 septembre 2024 | 979-1-03-271683-0 |
| Liste des chapitres : - 137. Souviens-toi (思い出して, Omoidashite) - 138. Encore une fois (もういちど, Mōichido) - 139. Vent fort (嵐が過ぎて, Arashi ga Sugite) - 140. Cycle (巡る, Meguru) - 141. Blessure (傷, Kizu) - 142. Retour à la maison (帰宅, Kitaku) - 143. Puanteur (くさい, Kusai) - 144. Corps (肉体, Nikutai) - 145. Regard (まなざし, Manazashi)                                                         |                   |                   |                   |                   |
| 17 | 28 septembre 2023 | 978-4-09-862525-3 | 20 février 2025   | 979-10-327-1684-7 |
| Liste des chapitres : - 146. La vie à deux (二人暮らし, Futarigurashi) - 147. Rêve éveillé (夢現, Yumeutsutsu) - 148. Parler (話す, Hanasu) - 149. Pluie salvatrice (慈雨, Jiu) - 150. Détachement (剥離, Hakuri) - 151. Brouillard (霞, Kasumi) - 152. Terrain vague (空き地, Akichi) - 153. Un ciel paisible (静かな空, Shizukana Sora)                                                                                  |                   |                   |                   |                   |

## Accueil
En mai 2020, plus d'un million d'exemplaires de la série étaient en circulation au Japon. La série est classée 9e du top 20 Kono Manga ga sugoi! 2018 des meilleurs mangas pour lecteurs masculins.
Pour Pauline Croquet du Monde, le mangaka, notamment influencé par Kazuo Umezu, « recourt aux plans serrés sur les visages, joue avec les regards, travaille les ombres et l'effroi ». L'auteur, pour qui « les dilemmes ressentis dans la relation avec [sa] mère forment un des thèmes fondamentaux », s'inspire de sa propre adolescence afin de mettre en scène cette relation toxique.
Le 11e tome de la série est sélectionné en compétition officielle du Festival d'Angoulême 2023 et y remporte le prix de la série.